# Woodridge (Illinois)
Woodridge – wieś w Stanach Zjednoczonych, w stanie Illinois, w hrabstwie DuPage.